# Victor Penalber
Victor Rodrigues Penalber de Oliveira (Rio de Janeiro, 22 de maio de 1990) é um judoca brasileiro.

## Vida
Iniciou a prática do judô aos quatro anos de idade. Estudou e é atleta da Universidade Gama Filho. Destro de nascimento, passou a lutar como canhoto depois de uma lesão no cotovelo. No Campeonato Pan-Americano de Judô venceu em 2008, categoria até 73kg, e em 2013, já na categoria 81kg.
Durante a disputa do Campeonato Mundial por Equipes em Tóquio, em 5 de outubro de 2008, seu exame anti-doping detectou a presença da substância furosemida. Penalber foi punido com suspensão das competições por dois anos.
Disputou o Campeonato Mundial de Judô de 2013 como líder do ranking mundial em sua categoria. Porém foi derrotado pelo francês Loïc Pietri em sua terceira luta. Pietri, ao final do evento, obteria a medalha de ouro. Na edição de 2015 obteve a medalha de bronze.
Nos Jogos Pan-Americanos de 2015, Victor conquistou a medalha de bronze na categoria até 81 kg. Nos Jogos Olímpicos de Verão de 2016, ganhou sua primeira disputa antes de cair nas oitavas para o emiradense Sergiu Toma. Se aposentou em 2021, desde então servindo como técnico da seleção de judô dos Jogos Sul-Americanos de 2022 e gerente das equipes de transição da Confederação Brasileira de Judô.
Sua irmã Giullia Penalber também foi judoca antes de mudar para a luta olímpica.